# 210-ті
У Римській імперії часта зміна імператорів. У Китаї править династія Хань, в Індії — Кушанська імперія, у Персії — Парфянське царство.
У Китаї тривають сутички між військовими лідерами пізньої Хань.
На території лісостепової України Черняхівська культура. У Північному Причорномор'ї готи й сармати.

## Події
- З 211 по 217 Римською імперією править імператор Каракалла, потім впродовж 14 місяців Макрін, а з 218 по 222 — Геліогабал.